# Manuel Clares
Manuel Clares García (* 23. Februar 1948 in Madrid) ist ein ehemaliger spanischer Fußballspieler.
Der Außenstürmer spielte in seiner Profikarriere für CD Castellón, den FC Barcelona und Rayo Vallecano. In der Saison 1976/77 war er zweitbester Torschütze in der Primera División hinter Mario Kempes. Sein größter Erfolg war der Gewinn des spanischen Pokals 1978.
Clares' Debüt in der spanischen Nationalelf am 17. Oktober 1973 beim 0:0 gegen die Türkei war gleichzeitig auch sein letztes Länderspiel.

## Erfolge
- Spanischer Pokal: 1978